# Maxime d'Antioche
 (septembre 2016).
Si vous disposez d'ouvrages ou d'articles de référence ou si vous connaissez des sites web de qualité traitant du thème abordé ici, merci de compléter l'article en donnant les références utiles à sa vérifiabilité et en les liant à la section « Notes et références ».
Maxime est patriarche d'Antioche de 449 à 455.

## Biographie
Son prédécesseur Domnus, accusé de nestorianisme, fut déposé en août 449 lors du concile appelé traditionnellement « Brigandage d'Éphèse » (en même temps que Flavien de Constantinople). Dioscore d'Alexandrie, qui dominait cette assemblée, imposa comme successeur de Flavien son représentant à Constantinople, Anatole. Maxime fut choisi comme patriarche d'Antioche parmi le clergé de la capitale impériale et consacré par Anatole lui-même, sans consulter les Antiochiens, au mépris de toutes les règles canoniques.
Cependant Maxime, comme Anatole, adopta ensuite une voie moyenne : il fit signer par ses suffragants à la fois le Tome à Flavien du pape Léon Ier et un document condamnant conjointement Nestorius et Eutychès. En octobre 451, le Concile de Chalcédoine annula toutes les décisions de l'assemblée d'août 449, déposant et exilant Dioscore d'Alexandrie ; mais ni Anatole, ni Maxime ne furent déposés, le dernier dans des conditions plus difficiles, car Flavien de Constantinople était alors mort (sans doute peu après sa déposition), alors que Domnus d'Antioche était toujours bien vivant. En fait, ce dernier renonça sans doute volontairement à son siège, souhaitant retourner vivre dans la laure de saint Euthyme dont il avait été le disciple avant son avènement. Maxime demanda et obtint du concile la permission de lui verser une pension sur les revenus de l'Église d'Antioche.
Il s'opposa vivement à Chalcédoine à Juvénal de Jérusalem, qui avait obtenu que son siège soit élevé au rang de patriarcat, dont le territoire devait être pris sur celui d'Antioche. Finalement Maxime parvint à conserver sous son obédience les provinces de Phénicie et d'Arabie, le nouveau patriarcat étant cantonné aux trois provinces de Palestine.
Maxime apparaît dans une lettre du pape Léon Ier datée du 11 juin 453. Le pape lui exprime son soutien dans la défense des prérogatives de son siège, troisième dans la hiérarchie de la Pentarchie après Rome et Alexandrie, et supérieur à Constantinople et Jérusalem ; il rappelle qu'Antioche et Rome sont les deux sièges fondés par saint Pierre. Deux ans plus tard, en 455, Maxime fut déposé pour des raisons inconnues. Il meurt en 456.